# هنري توماس ريد
هنري توماس ريد (بالإنجليزية: Henry Thomas Reed)‏ هو محامي وقاضي وسياسي أمريكي، ولد في 1 أكتوبر 1846، وتوفي في 22 فبراير 1924. انتخب عضو مجلس نواب ولاية ايوا.